# Anomala
Pour les articles homonymes, voir Anomura.
Magniscarabaeus
Genre
Synonymes
- Magniscarabaeus Hong, 1984

Anomala est un genre d'insectes coléoptères de la famille des Scarabaeidae, de la sous-famille des Rutelinae.

## Classification
Le genre Anomala est décrit par l'entomologiste britannique George Samouelle (~1790-1846) en 1819,.

### Synonymes
Ce genre a un synonyme : Magniscarabaeus Hong, 1984.

## Description

### Adultes
Les espèces appartenant au genre Anomala sont de forme ovale et, en général, leurs dimensions ne dépassent pas 15-20 mm. La tête est de taille moyenne et possède deux antennes courtes. Le thorax est de taille moyenne et les pattes y sont attachées, qui sont de longueur moyenne et permettent une prise solide sur les troncs ou les tiges, et les muscles des ailes ; la présence de pubescence est indicative de l'espèce. Le pronotum, partie dorsale au-dessus du thorax, a une coloration qui, comme la coloration des élytres, varie selon les espèces. Enfin, l'abdomen n'est pas couvert de poils et constitue la plus grande partie de l'insecte.

### Larves
Les larves ressemblent à de gros vers en forme de C. Les pattes sont sclérifiées, presque atrophiées pour faciliter le déplacement de l'insecte dans le sol. La tête est de la même couleur que les pattes et possède une paire de mâchoires puissantes qui servent à écraser les racines des plantes. Sur tout le corps (qui a une coloration blanchâtre) sur les côtés les larves ont des trous chitineux qui constituent le système respiratoire. L'abdomen contient le tube digestif, peut-être le plus grand organe, qui est, tout au long de la période larvaire, toujours rempli de grandes quantités de nourriture.

## Biologie

### Habitat

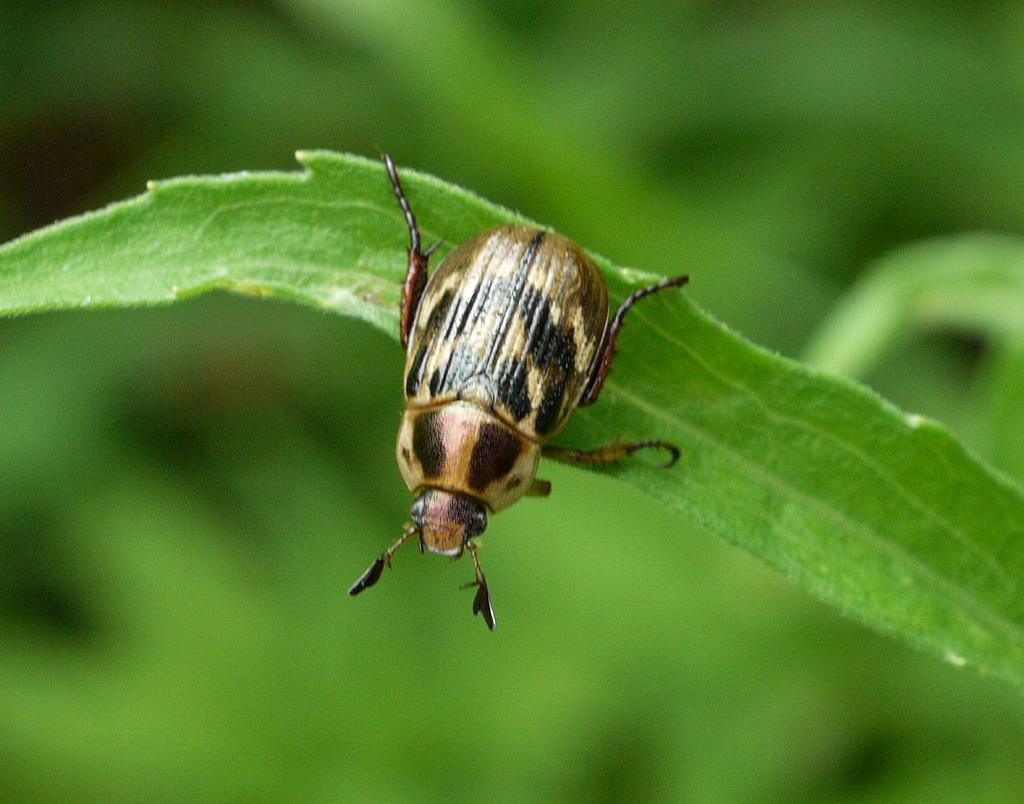
Anomala orientalis.

L'habitat des espèces appartenant au genre Anomala varie selon les espèces, tout comme la période d'apparition. Il existe également des espèces, comme Anomala dubia, qui volent aux heures les plus chaudes de la journée d'autres qui volent au crépuscule, comme Anomala ausonia. Généralement, les adultes se nourrissent des feuilles et des tiges des plantes.

### Importance agricole
Un comportement qui les unit est que la plupart des larves de ces espèces se nourrissent de racines d'herbe, devenant un parasite dans de nombreuses zones où elles s'installent. Une espèce notable est Anomala orientalis, qui a été introduite en Amérique du Nord et est depuis devenue un ravageur majeur dans plusieurs États du centre de l'Atlantique. Dans de nombreuses régions à vocation viticole, Anomala vitis devient intéressant, car il représente une adversité mineure de la vigne, et toute tactique de contraste et/ou de confinement qui la concerne. Cependant, les dégâts sont limités car le nombre de ces insectes n'est pas très élevé.

## Liste des espèces européennes
- Anomala ausonia Erichson 1847
- Anomala devota (Rossius 1790)
- Anomala dubia (Scopoli 1763)
- Anomala errans (Fabricius 1775)
  - Anomala errans diluta (Motschulsky 1853)
  - Anomala errans errans (Fabricius 1775)
- Anomala matzenaueriReitter 1918
- Anomala osmanlis Blanchard 1850
- Anomala quadripunctata (Olivier 1789)
- Anomala solida Erichson 1847
- Anomala vitis (Fabricius 1775)

## Liste des espèces et sous-espèces
Selon NCBI (25 sept. 2013) :
Selon World Register of Marine Species (25 sept. 2013) :
- Anomala dubia Scap

## Liste d'espèces
Selon Catalogue of Life (25 sept. 2013) :
Selon ITIS (25 sept. 2013) :
- Anomala orientalis (Waterhouse, 1875)

## Espèces fossiles
Selon Paleobiology Database en 2023, les espèces fossiles sont au nombre de dix-neuf :
- †Anomala amblobelia, Zhang 1989
- †Anomala brachytarsia, Zhang et al. 1994
- †Anomala endoxa, Zhang et al. 1994
- †Anomala eversa, Zhang 1989
- †Anomala exterranea, Wickham 1914
- †Anomala fugax, Heer 1862
- †Anomala furva, Hong 1984
- †Anomala lochmocola, Zhang 1989
- †Anomala martyi, Piton et Théobald 1939
- †Anomala orcina, Zhang et al. 1994
- †Anomala palaeobrunnea, Krell 2000
- †Anomala primigenia, von Heyden and von Heyden 1866
- †Anomala punctulata, Zhang 1989
- †Anomala scia, Zhang 1989
- †Anomala scudderi, Wickham 1914
- †Anomala synemosyna, Zhang 1989
- †Anomala thetis, von Heyden and von Heyden 1866
- †Anomala tumulata, von Heyden and von Heyden 1866
- †Anomala ursa, Zhang et al. 1994[1]

## Galerie

Quelques espèces vivantes du genre Anomala.
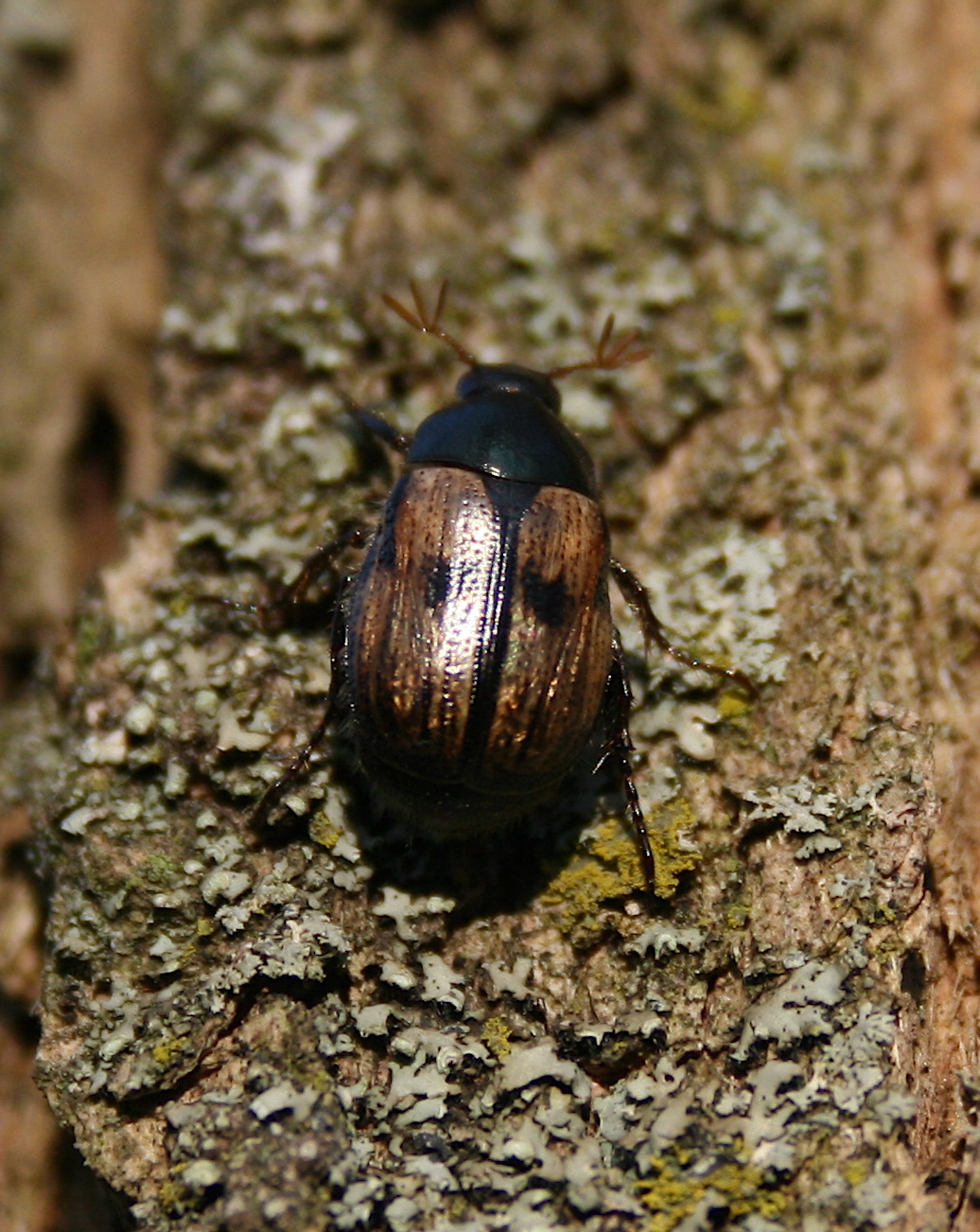
Anomala binotata.
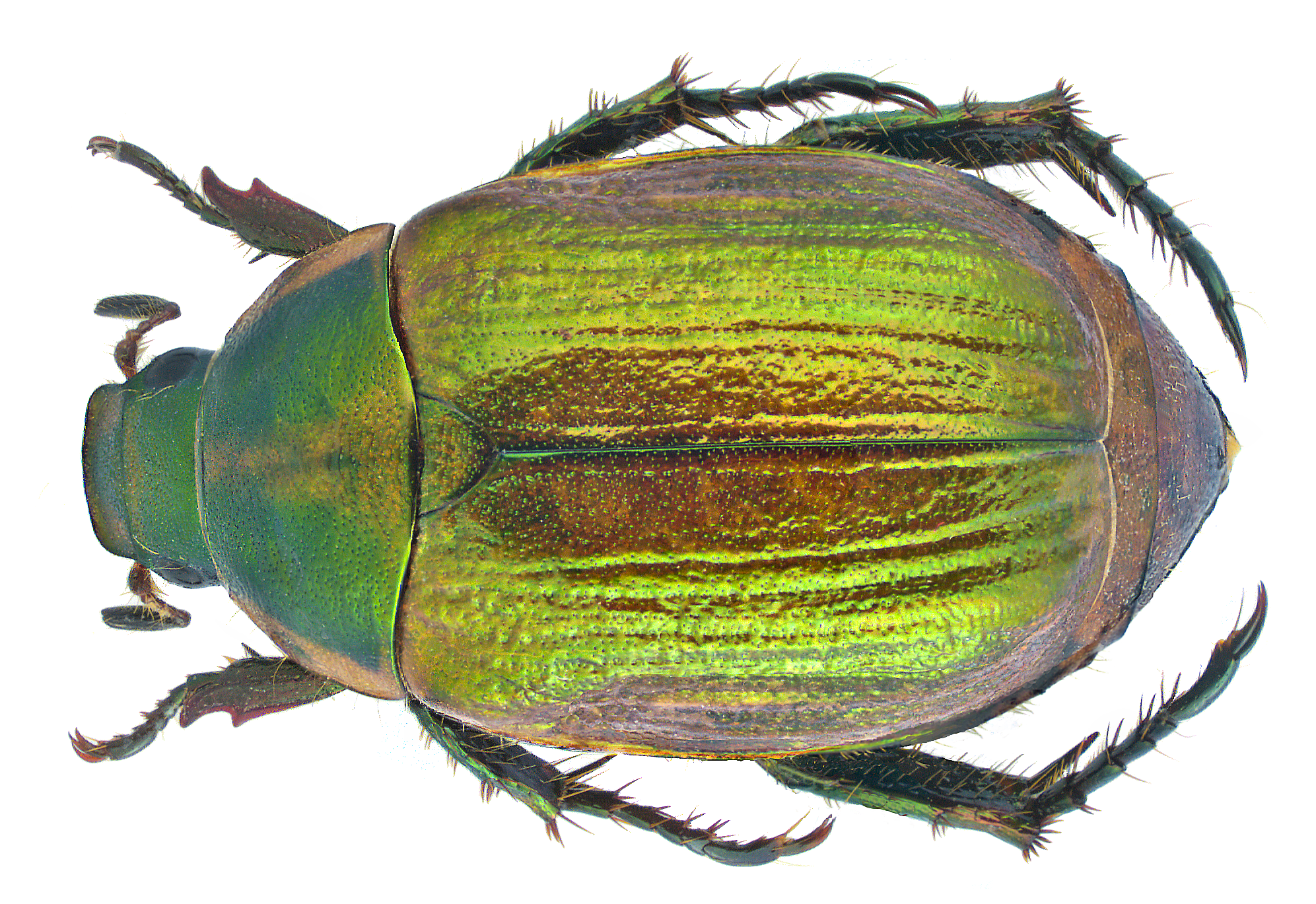
Anomala dubia.
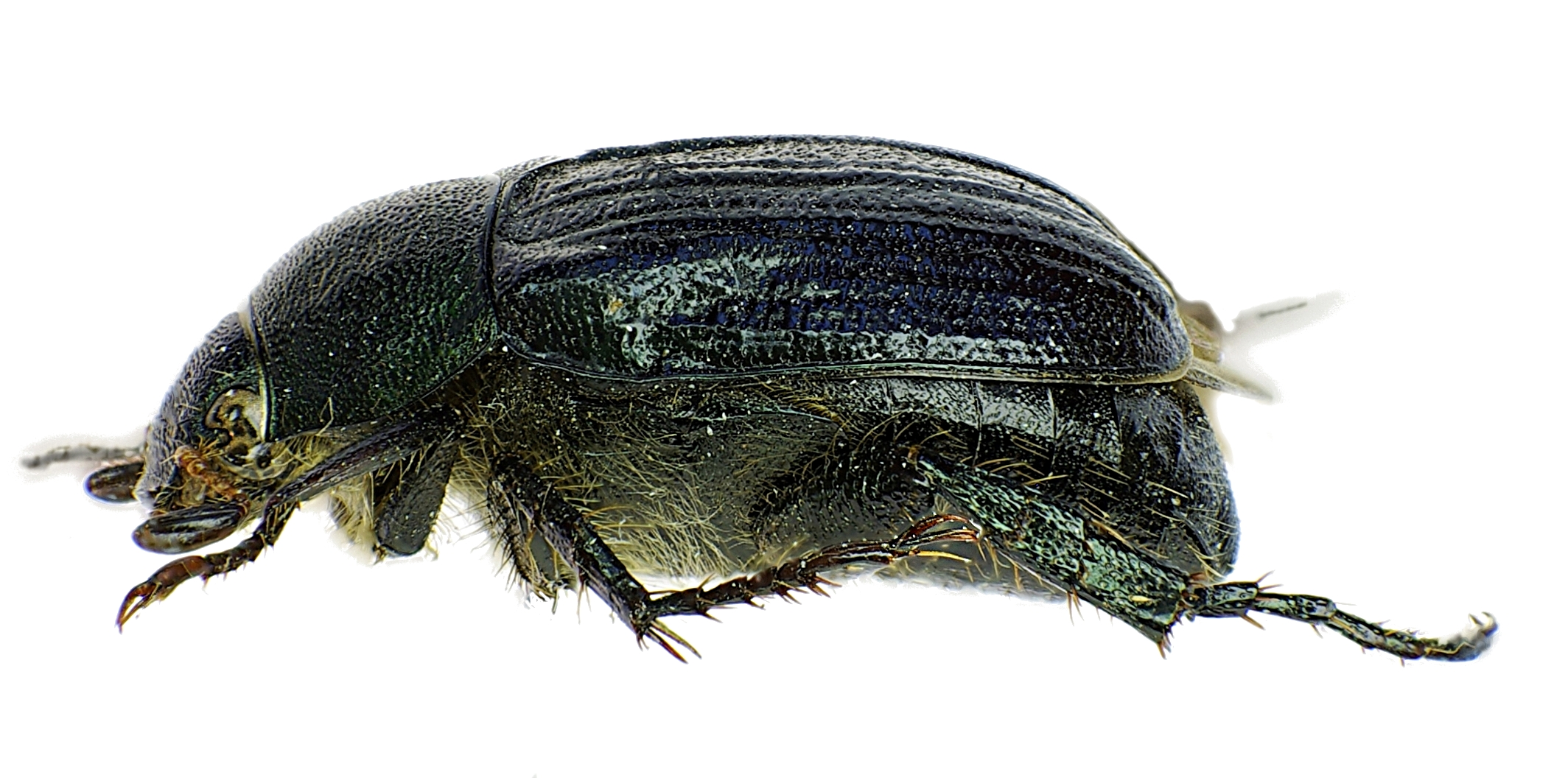
Anomala dubia - vue de côté.
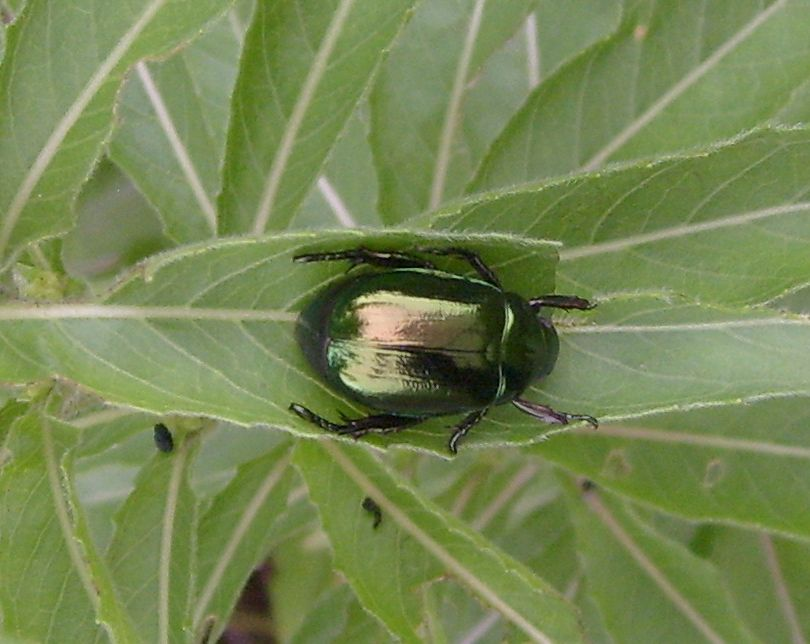
Anomala mongolica.
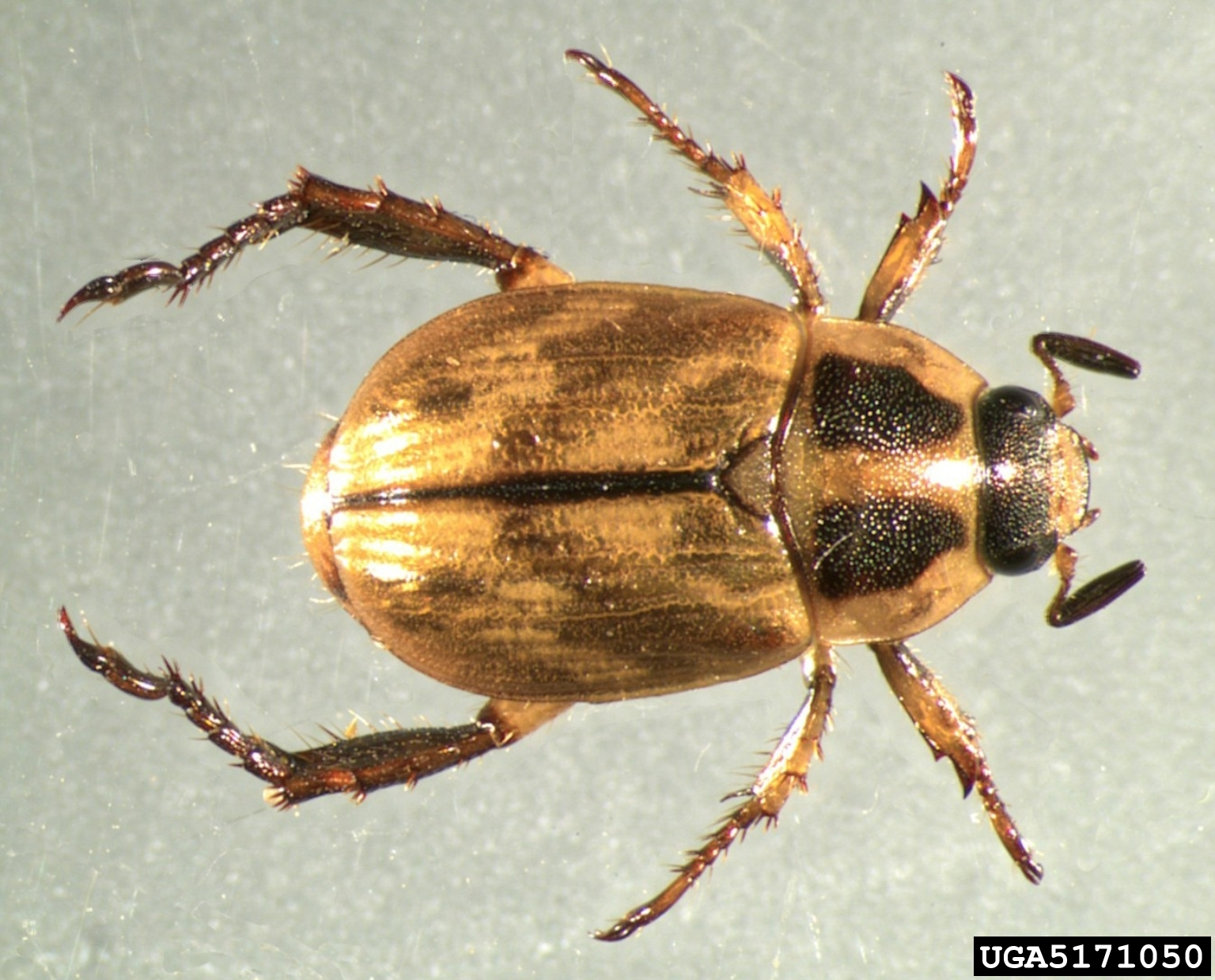
Anomala orientalis.
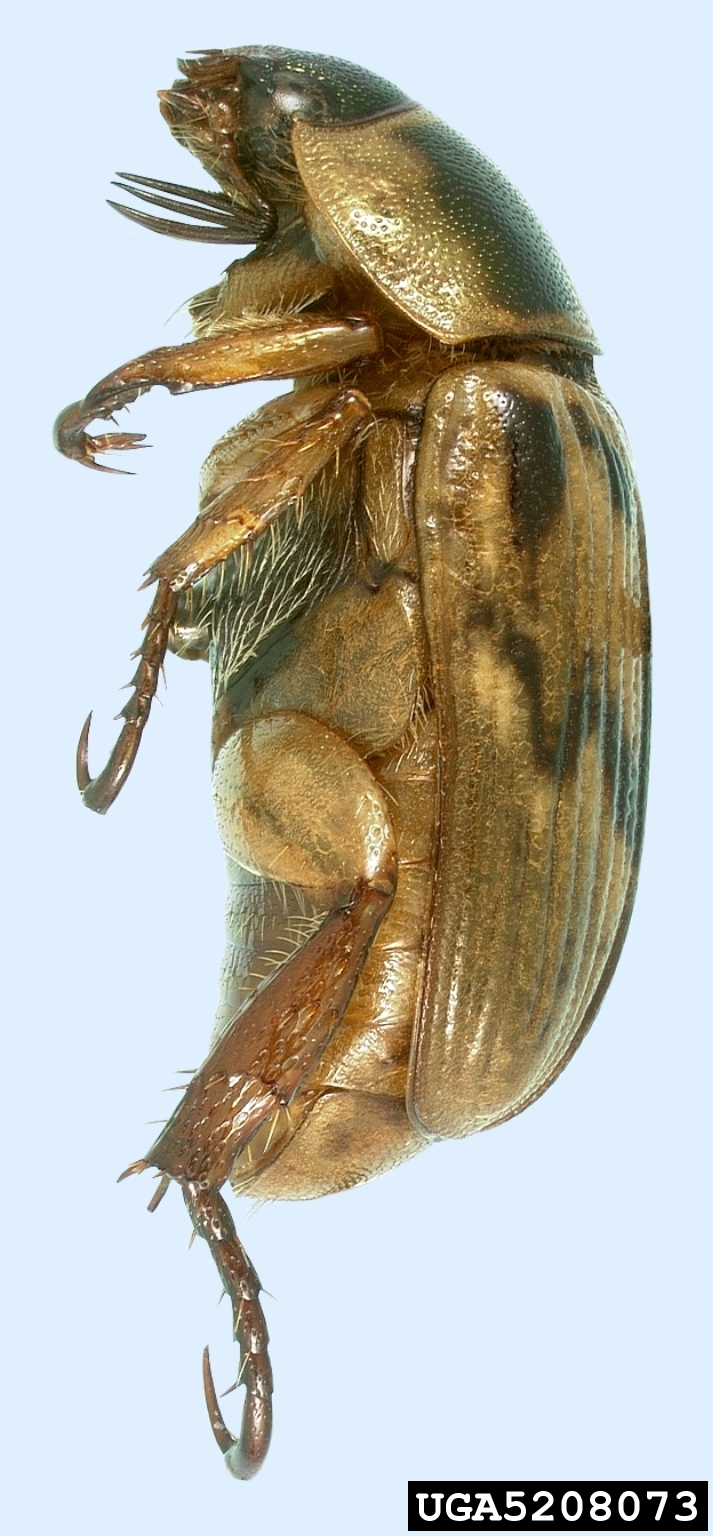
Anomala orientalis